# オルテンベルク (ヘッセン)
オルテンベルク (ドイツ語: Ortenberg) は、ドイツ連邦共和国ヘッセン州ヴェッテラウ郡に属す市である。

## 地理

### 位置
オルテンベルクは、フォーゲルスベルク山地の南の支脈沿い、ニッダー川の谷の海抜 141 m に位置する。ビューディンゲンの北西約 8 km にあたる。

### 隣接する市町村
オルテンベルクは、北はニッダ、北東はヒルツェンハイン、東はゲーデルンおよびケーフェンロート、南はビューディンゲン、南西はグラウブルク、西はランシュタット（いずれもヴェッテラウ郡）と境を接する。

### 市の構成
オルテンベルクは、ベルクハイム、ブライヒェンバッハ、エッカーツボルン、エフォルダーバッハ、ゲルンハール、リスベルク、オルテンベルク、ゼルタース（コンラーツドルフを含む）、ウーゼンボルン、ヴィッペンバッハの各市区で構成されている。

## 歴史

### 古代
オルテンベルク地域に石器時代から入植地があったことは考古学的に照明されている。鉄器時代にはケルト人がこの地域に住んでおり、その後ローマ人が続き、さらにフランク人がこの地に住み着いた。

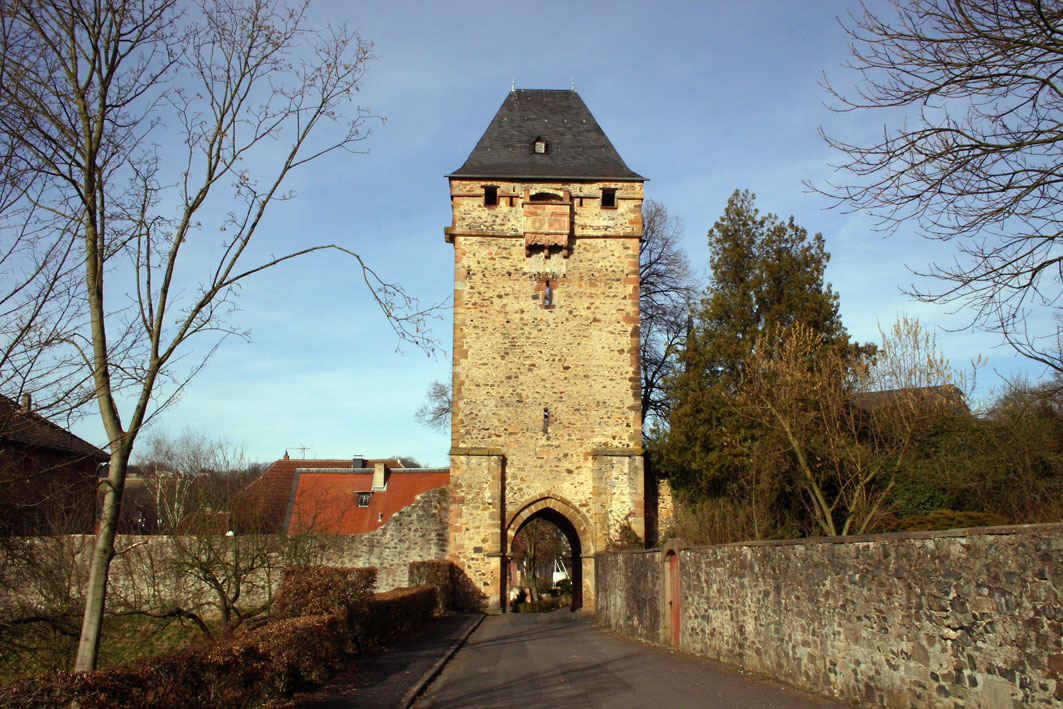
オーバートーア

### 中世
かつてのマルク・グラウブルクからラントゲリヒト・オルテンベルク（オルテンベルク裁判区）が発展した。オルテンベルクの現存する最も古い記録は、1166年の Ortenberch であり、1176年の記録も遺されている。これには、ヴェルナー・フォン・オルテンベルクとハインリヒ・フォン・オルテンベルクの名前が挙げられており、オルテンベルク城がこの頃すでに存在していたと推測される。オルテンベルクが市場開催権や都市権を公式に獲得したのは13世紀半ばであった。1266年の土地の契約書にはオルテンベルクの立会人について初めて「Bürger」（市民）と表現されており、市壁もこの時代のものである。この2つの事柄は、都市権と関連づけられる。オルテンベルクは十分の一税裁判所、見本市、市場が開かれる、周辺地域の中心となっていた。市壁については、13世紀後半に建設されたオーバープフォルテントゥルム（またはオーバートーア、上の門）が現存している。
本市は、中世から近世までアムト・オルテンベルクに属していた。これは、ヴェッテラウアー・グラーフフェラインに加盟する 3人の領主が構成する共同支配地であった。

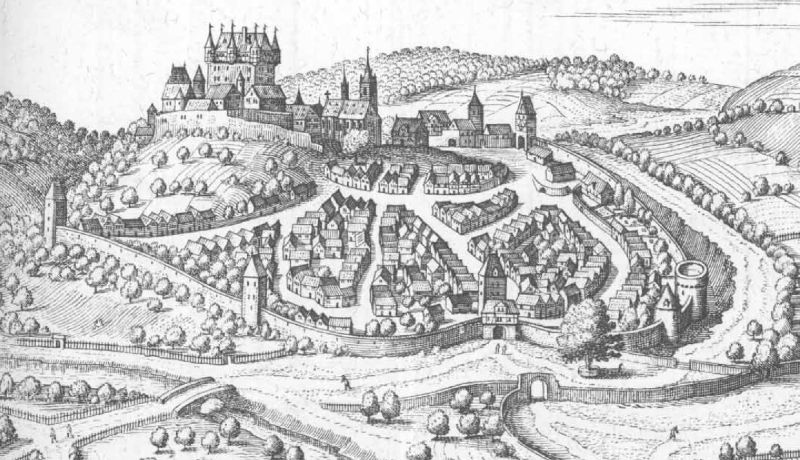
1655年に出版されたマテウス・メーリアンの銅版画に描かれたオルテンベルク

### 近世
1601年に共同支配地は、実際に分割された。これによりオルテンベルク市は、概念上分割され、これらから再び共同支配地が形成された。2/3はシュトルベルク＝ロスラ伯に属してアムト・オルテンベルクとなり、1/3はハーナウ＝ミュンツェンベルク伯（1642年からハーナウ伯）に属した。ハーナウ伯家は、最後のハーナウ伯ヨハン・ラインハルト3世の死によって1736年に断絶し、相続契約に基づいてヘッセン＝カッセル方伯領となった。
1624年から1627年まで、市の北東部に位置する城塞で大規模な改築工事が行われ、城館に建て替えられた。最終的に1775年頃に古典主義様式に改築された。市と城館は、三十年戦争で1634年にクロアチア軍によって破壊された。同じく1634年にマテウス・メーリアンがこの街を描いている。

### 近現代
ハーナウの、後にはヘッセンの「アムト・オルテンベルク」は、1810年からヘッセン大公国のドミニアールアムト・オルテンベルクを形成し、シュトルベルク領部分はシュタンデスヘルのシュトルベルク伯領アムト・オルテンベルクに属した。1821年に大公国はラントラーツベツィルク・ニッダを創設した。これは1832年からニッダ郡と呼ばれるようになった。1842年に、中世の名残で交通の障害になっていた門や橋が解体された。1848年のドイツ革命により短期間であるがニッダ県が成立した。これは1852年に再びニッダ郡に戻された。1874年からオルテンベルクはビューディング郡に属したが、1972年のヘッセン州の地域再編に伴いヴェッテラウ郡に編入された。

### 市町村合併
地域再編に伴って、オルテンベルクは以下の以下、本項では便宜上「町」と記述すると合併した。
- 1971年7月1日: ベルクハイム、ブライヒェンバッハ、エッカーツボルン、リスベルク、ウーゼンボルン、ヴィッペンバッハ
- 1971年12月31日: エフォルダーバッハ、ゼルタース
- 1972年4月1日: ゲルンハール

## 行政

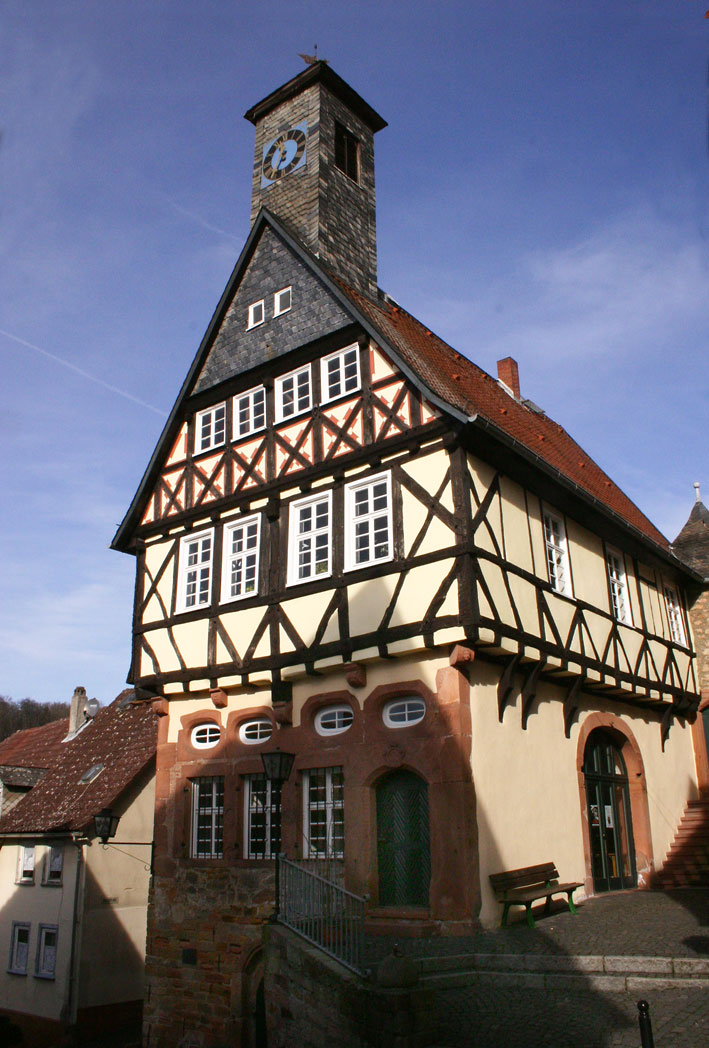
オルテンベルクの旧市庁舎

### 市議会
2011年3月27日の選挙以降、オルテンベルクの市議会は 31議席で構成されている。

### 市長
2000年からウルリーケ・プファイファー＝パントリング (SPD) がオルテンベルクの市長を務めている。彼女は、2012年2月26日の市長選挙で 71.8 % の票を獲得して対立候補のフリードリヒ・ブラックマンに勝利し、3選を果たした。この選挙の投票率は 42.9 % であった。

### 姉妹都市
- オルテンベルク（ドイツ語版、英語版）（ドイツ、バーデン＝ヴュルテンベルク州）
- ロスラ（ドイツ、ザクセン＝アンハルト州、ジュートハルツ（ドイツ語版、英語版）の市区）

## 経済と社会資本

### 交通
連邦道 B275号線が市内を通っている。最寄りのアウトバーンのインターチェンジは A45号線のフロールシュタット＝ニーダー＝モックシュタット・インターチェンジである。
1888年10月1日、ヘッセン大公国邦有鉄道とオーバーヴァルト鉄道とによって、この街は鉄道網に結ばれた。この鉄道路線は1975年に旅客運行が、1984年には貨物運行も廃止され、オーバーヴァルト鉄道の軌道はほとんどが撤去された。この軌道跡を現在フルカン自転車道が通っている。
エフォルダーバッハ地区とブライヒェンバッハ市区には現在もラーン＝キンツィヒ鉄道の停車駅がある。

## 文化と見所

### 音楽
オルテンベルクには、活発な活動で広く知られるミュージッククラブがある。「ジャズクラブ・オルテンベルク」は、伝統的なジャズを中心とした様々なスタイルのジャズコンサートを開催している。1982年以降多くの著名なジャズミュージシャンやバンドが出演した: たとえば、バレルハウス・ジャズバンド、トレヴァー・リチャード、クラーク・テリー、クライスジャズヴェルカーシャフト & ローゼ・ナビンガー、ハーブ・エリス、レッド・ノーヴォなどである。

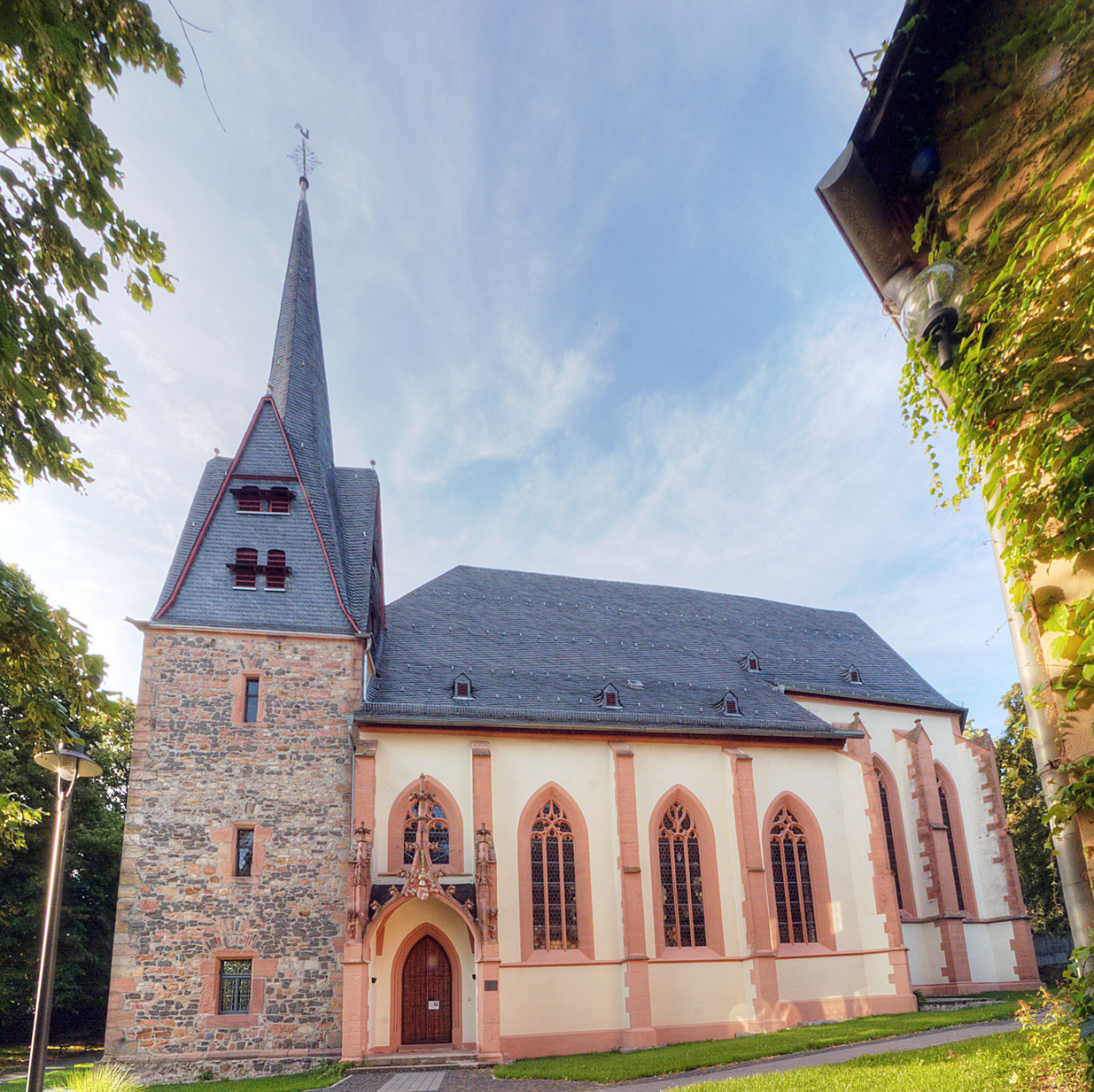
マリエン教会

### 建築
既述の中世建築の他、以下の建物が有名である。
- ゴシック様式のホール式・三廊式のマリエン教会。教会塔は 1325年に建造され、ドイツに現存する最も古い1368年に建造された小屋組みの屋根を戴いている。内陣と内陣席（ドイツ語版、英語版）は、1383年から1385年に建造されたヘッセンで最も古いものの一つである。長堂は1385年から1450年に建設された。花模様の天井画は薬草園のマリアを描いている。教会内には、15世紀初期に製作され、ミッテルラインの絵画芸術の中で傑出した作品である「オルテンベルクの祭壇」の複製がある。オリジナルはヘッセン州立ダルムシュタット博物館に展示されている。祭壇画の作者は、この作品にちなんで「オルテンブルクの祭壇画のマイスター」と呼ばれている[6]。
- リスベルク近郊のニッダー発電所は産業史文化財に指定されている。
- 「リスベルガー・クラウトファス」（クラウトファスとは、キャベツをつけ込む桶）は、12世紀から13世紀に建設されたリスベルク城のベルクフリート（ドイツ語版、英語版）であった。
- リスベルク城の城壁のすぐ前にある旧校舎は、見応えのある楽器博物館となっている。
- 同じくリスベルクには1722年に建造されたノイミューレがあり、現在も水力発電施設として稼働している。

- オルテンベルクの祭壇画に基づく記念切手
- ニッダー発電所
- リスベルガー・クラウトファス
- リスベルクのノイミューレ

### 年中行事
- 地域を超えて有名なのがオルテンベルクの「カルター・マルクト」である。このマーケットは毎年10月の最終週末に開催される[7]。
- 毎週土曜日にマルクト広場でノミの市が開催される・

### レジャー・スポーツ施設
- フルカン自転車道は、旧オーバーヴァルト鉄道の軌道跡を利用してシュトックハイムからラウターバッハまで結んでおり、オルテンベルクを通っている[8]。現在フルカン自転車道は、かつての鉄道跡を通り、フォーゲルスベルク山地を抜けてラーン山地（ドイツ語版、英語版）に至る全長約 25 km のヘッセン・バーンラートヴェーク（バーン自転車道）の一部となっている[9]。
- 中核市区には、ミニゴルフ場施設を持つオルテンベルク屋外プールがある。この屋外プールにはヌーディスト区域がある。

## 人物

### ゆかりの人物
- エトガー・イット（ドイツ語版、英語版）（1967年 - ）陸上競技選手。ソウルオリンピックの1600メートルリレー走銅メダリスト。ゲーデルンで生まれ、幼少期をオルテンベルクで育った。
- ザンドラ・ミンナート（ドイツ語版、英語版）女子サッカー選手。オルテンベルク市の名誉市民。